# Timo Kielich
Timo Kielich (* 5. August 1999 in Alken) ist ein belgischer Radrennfahrer.

## Sportlicher Werdegang
Seine sportliche Karriere im Radsport begann Kielich im Cyclocross. In der Saison 2016/17 gewann er als Junior jeweils die Bronzemedaille bei den nationalen und den Europameisterschaften. 2019 wurde er im Januar Belgischer Meister und im November Vize-Europameister in der U23. Bei den UCI-Cyclocross-Weltmeisterschaften 2021 gewann er die Bronzemedaille in der U23. Parallel startete Kielich im Sommer im Mountainbikesport: 2016 wurde er Belgischer Meister im Cross-Country bei den Junioren, von 2018 bis 2020 dreimal in Folge in der U23.
In der Saison 2020 erhielt Kielich die Möglichkeit, auf der Straße als Stagiaire für das Team Alpecin-Fenix zu fahren. Beim Grand Prix d’Isbergues kam er auf Anhieb auf den neunten Platz. Daraufhin wurde er ab der Saison 2021 zunächst Mitglied im Alpecin-Fenix Development Team. Bei der Bulgarien-Rundfahrt 2021 gewann er die letzte Etappe und erzielte damit den ersten Erfolg seiner Karriere und auch den ersten Erfolg seines Teams überhaupt. Zudem beendete er die Rundfahrt auf Platz 3 der Gesamtwertung und die Tour d’Eure-et-Loir auf Platz 4 der Gesamtwertung. 2022 folgte ein Etappensieg beim Course Cycliste de Solidarność et des Champions Olympiques, mit dem er auch den Grundstein für den Gewinn der Gesamtwertung legte. Der Sieg auf der dritten Etappe der Tour de Wallonie 2023 war sein erster Erfolg auf den UCI ProSeries.
Nachdem er bereits regelmäßig im UCI WorldTeam eingesetzt war, wurde er zur Saison 2024 fest in das Elite-Team übernommen. Der Gewinn der Volta NXT Classic 2024 war sein erster Sieg für das WorldTeam. Bei der Tour de Wallonie stand er als Etappenzweiter und -dritter erneut auf dem Podium.

## Erfolge

### Straße
2021
- eine Etappe Bulgarien-Rundfahrt

2022
- Gesamtwertung und eine Etappe Course Cycliste de Solidarność et des Champions Olympiques

2023
- zwei Etappen und Punktewertung Oberösterreich-Rundfahrt
- eine Etappe und Punktewertung Tour de Wallonie

2025
- Antwerp Port Epic

### Cyclocross
2016/17
- Europameisterschaften (Junioren)

2018/19
- Belgischer Meister (U23)

2019/20
- Europameisterschaften (U23)

2020/21
- Weltmeisterschaften (U23)

### Mountainbike
2016
- Belgischer Meister (Junioren) – Cross-Country XCO

2018
- Belgischer Meister (U23) – Cross-Country XCO

2019
- Belgischer Meister (U23) – Cross-Country XCO

2020
- Belgischer Meister (U23) – Cross-Country XCO

## Grand Tour-Platzierungen
| Grand Tour            | 2024 | 2025 |
| --------------------- | ---- | ---- |
| Giro d’ItaliaGiro     | 111  | 86   |
| Tour de FranceTour    | –    |      |
| Vuelta a EspañaVuelta | –    |      |